# Elecciones estatales de Veracruz de 1994
Las Elecciones estatales de Veracruz de 1994 se lleva a cabo el domingo 21 de agosto de 1994, simultáneamente con las Elecciones presidenciales y en ellas fueron los cargos de la elección popular en Veracruz:
- 210 Ayuntamientos. Formados por un Presidente Municipal y regidores, electo para un período inmediato de tres años, que no reelegibles para un período inmediato de manera consecutiva.
- Diputados al Congreso. Electos por mayoría de cada uno de los Distritos electorales.

## Resultados electorales

### Ayuntamientos

#### Ayuntamiento de Xalapa
- Carlos Rodríguez Velasco  Hecho

#### Ayuntamiento de Veracruz
- Roberto Bueno Campos  Hecho

#### Ayuntamiento de Agua Dulce
- Felipe Peña Cruz  Hecho

#### Ayuntamiento de Poza Rica
- Enrique Bazañez Trevethan  Hecho